# Gewinnquote
Als Gewinnquote bezeichnet man bei einem Glücksspiel oder einer Wette den Faktor, mit dem der Einsatz des Wett-Teilnehmers im Gewinnfall multipliziert wird, um den Auszahlungsbetrag bzw. die Höhe des Reingewinnes zu bestimmen. Man unterscheidet zwischen Wetten zu festen und variablen Quoten.

## Wetten zu festen Quoten
Wetten zu festen Quoten (Fixed odds) auf Sportereignisse werden von Buchmachern angeboten: Die Quote steht bei Abschluss der Wette fest und kann nachträglich nicht geändert werden, der Buchmacher tritt als Wettgegner auf. Um das Risiko zu begrenzen, bieten Buchmacher Wetten auf alle möglichen Ausgänge an, sodass sie ihren Profit im Idealfall durch Arbitrage erzielen.
Wetten zu festen Quoten findet man auch bei vielen Glücksspielen, so etwa bei Roulette, Glücksrad, Craps, Sic Bo etc.

## Wetten zu variablen Quoten
Wetten zu variablen Quoten (Variable odds) werden am Totalisator gesetzt. Hierbei wetten die Wett-Teilnehmer untereinander (Parimutuel betting). Die Gewinnquoten stehen bei Abschluss der Wette noch nicht fest, sie werden erst nach dem Wettereignis festgestellt. Dies ist auch bei der dem Totalisator-System verwandten Calcutta-Auktion der Fall.
Bei diesen Wettarten wird nicht die gesamte Summe der Spieleinsätze in Form von Gewinnen ausbezahlt, sondern nur ein bestimmter Anteil; die Ausschüttungsquoten reichen von weniger als 50 % bei staatlichen Anbietern bis zu ca. 85 % bei Pferderennen.
Der Veranstalter tritt hierbei als sogenannter Totalisateur, als bloßer Vermittler der Wetten, auf und trägt selbst kein Risiko: Er erzielt einen Profit, der nur von der Summe der Einsätze, nicht aber vom konkreten Ausgang des Wettereignisses abhängt.

## Darstellung der Quoten
Bei der Darstellung der Gewinnquoten sind folgende unterschiedliche Formen üblich, die großen Wettanbieter wie etwa Ladbrokes oder William Hill erlauben ihren Kunden auf ihren Onlineportalen unter verschiedenen Darstellungsformen (z. B. EU, UK, US) zu wählen.

### Kontinentaleuropa
Buchmacher auf dem europäischen Kontinent geben die Bruttoquote in Dezimalschreibweise (Decimal odds) an. Bietet ein Buchmacher die Wette auf Sieg von X zu einer Quote von 5.50 an, so erhält man bei einem Einsatz von 1 € im Gewinnfall 5,50 € zurück – man sagt auch “5.50 for 1” – d. h. die europäische Quote gibt das Verhältnis von Auszahlungsbetrag zu Einsatz an. Der Auszahlungsbetrag oder Bruttogewinn setzt sich aus Einsatz und Netto- oder Reingewinn zusammen, dieser beträgt im angeführten Beispiel 4,50 €.

### Vereinigtes Königreich
Bei Glücksspielen wie z. B. Roulette werden die Gewinnquoten als Nettoquoten als Bruchzahlen (Fractional odds) angegeben, dieser Praxis folgen auch die Buchmacher im Vereinigten Königreich. Die Nettoquote ist definiert als Verhältnis von Nettogewinn zu Einsatz und wird bei Sport- und Rennwetten als Odds (siehe dort) bezeichnet. Ein britischer Buchmacher würde daher im obigen Beispiel eine Quote von 4.5 gegen X anbieten. Quoten werden üblicherweise in Bruchform dargestellt, also 9/2 (against), gesprochen “9 to 2”.
Ist der Reingewinn gleich dem Einsatz, so nennt man dies even money oder kurz even, die europäische Quote beträgt in diesem Fall 2.00.
Ist der Reingewinn kleiner als der Einsatz, so bietet der Buchmacher Wetten auf Y an, dies wird als odds on bezeichnet. Die Quote 5/2 on ist gleichbedeutend mit einer Quote von 2/5 against, d. h. einer Bruttoquote von 1.40. Odds on werden vielfach in roter Farbe angeschrieben, darum ist ein Odds on-Favorit (dt. Auffavorit) in the reds.

### Vereinigte Staaten
In den USA wiederum ist folgende Darstellung gebräuchlich:
Wird als Quote für X eine positive Zahl angegeben, so bedeutet diese den tatsächlichen Gewinn bei einem Einsatz von 100 $. Die Schreibweise +450 bedeutet also eine Nettoquote von 4.50 oder 9/2 bzw. eine Bruttoquote von 5.50; die Zahl 450 wird als Take price bezeichnet.
Ist der Reingewinn jedoch kleiner als der Einsatz, so wird für Y nicht etwa +40 geschrieben, sondern es wird derjenige Einsatz – der sogenannte Lay price – angegeben, der für einen Gewinn von 100 $ erforderlich ist, und zur Unterscheidung vom vorigen Fall mit einem Minuszeichen versehen oder in roter Farbe gedruckt.
Eine Quote von −250 für Y bedeutet somit, dass man 250 $ riskieren muss, um im Gewinnfall einen Gewinn von 100 $ zu erzielen. In diesem Beispiel beträgt daher die Nettoquote 100/250 = 0.4 bzw. 2/5; ein britischer Buchmacher würde zu Wetten zu “2/5” bzw. “5/2 on” aufrufen, ein kontinentaleuropäischer Buchmacher würde die Quote 1.40 anbieten.

### Börsenkurs
Wettquoten können auch als Börsenkurse angegeben werden. Der Kurs gibt an, wie viel man für ein Wertpapier zahlen müsste, das im Fall, dass das gewettete Ereignis eintritt, € 100 auszahlt. Die Angabe des Börsenkurses beantwortet die Frage: Wie viel muss man setzen, um im Gewinnfall € 100 zurückzuerhalten?
Notiert X zu einem Kurs von 18,18, so bedeutet das, dass bei einem Einsatz von € 18,18 im Gewinnfall € 100,00 ausgezahlt werden. Dies entspricht einer Bruttoquote von 100/18,18 = 5,50, einer Nettoquote von 4,50 (9/2) und einer amerikanischen Quote von +450.
Ein Kurs von 71,43 für Y hingegen bedeutet, dass für € 71,43 im Gewinnfall € 100,00 ausgezahlt werden. Dies entspricht einer Bruttoquote von 100/71,43 = 1,40, einer Nettoquote von 0,40 (2/5) bzw. -250.
Interpretiert man die Wettkurse als Prozentzahlen, so geben diese gerade an, wann eine Wette sinnvoll erscheint. Glaubt man etwa, dass das Ereignis X mit einer Wahrscheinlichkeit von mehr als 18,18 % oder dass Y mit einer Wahrscheinlichkeit größer als 71,43 % eintrifft, so sind die entsprechenden Wetten vorteilhaft (d. h. sie besitzen einen positiven Erwartungswert).